# Potentilla johnstonii
Potentilla johnstonii är en rosväxtart som beskrevs av Soják. Potentilla johnstonii ingår i Fingerörtssläktet som ingår i familjen rosväxter. Inga underarter finns listade i Catalogue of Life.